# Talang Mengkenang
Talang Mengkenang is een bestuurslaag in het regentschap Lahat van de provincie Zuid-Sumatra, Indonesië. Talang Mengkenang telt 237 inwoners (volkstelling 2010).